# Cissus politus
Cissus politus är en vinväxtart som beskrevs av Descoings. Cissus politus ingår i släktet Cissus och familjen vinväxter. Inga underarter finns listade i Catalogue of Life.